# Hi-Tek
Hi-Tek, właściwie Tony Cottrell – amerykański producent hip-hopowy i okazyjnie raper, pochodzący z Cincinnati w stanie Ohio.
Współpracował i współpracuje z wieloma artystami, m.in.: Talib Kwelim (współpraca ta przyniosła mu największy rozgłos z powodu wspólnej płyty Train of Thought), Mos Defem (także w ramach Black Star), Snoop Doggiem, Eminemem, G-Unit, Common, Planet Asia, Nas, Die Antwoord.

## Dyskografia
- Train of Thought (razem z Talibem Kweli jako Reflection Eternal) (2000)
- Hi-Teknology (2001)
- Hi-Teknology 2: The Chip (2006)
- Hi-Teknology 3: Underground (2007)

## Producent
- 1997: Mood - Doom
- 1998: Black Star - Black Star (5 utworów)
- 50 Cent - "Best Friend" (ścieżka dźwiękowa do filmu Get Rich Or Die Tryin')
- 50 Cent - "Get In My Car", "Ryder Music" (Album: 50 Cent - The Massacre)
- 50 Cent feat. Olivia - "Best Friend (Remix)"
- Bizarre feat. Eminem - "Hip Hop" (Album: Bizarre - Hanni Cap Circus)
- Bizarre feat. Obie Trice - "Doctor Doctor" (Album: Bizarre - Hanni Cap Circus)
- Blackalicious - "It's Going Down"
- Boot Camp Clik - "Ice Skate"
- Busta Rhymes feat. Nas - "Rough Around The Edges"
- Cocoa Brovaz - "Get Up"
- Common - "One-Nine-Nine-Nine" (Album: Various Artists - Soundbombing II)
- Common - "Tekzilla"
- Cormega - "Take These Jewels"
- D12 - "Just Like You" (Album: D12 - D12 World)
- G-Unit - "G-Unit", "Eye For Eye" (Album: G-Unit - Beg For Mercy)
- Ghostface Killah - "Josephine" (Album: Ghostface Killah - More Fish)
- Jonell - "Round And Round"
- Lil' Skeeter feat. Marques Houston - "All I Have" (Album: Midwest Mastermind)
- Lloyd Banks - "I Get High" (Album: Lloyd Banks - The Hunger For More)
- Morcheeba feat. Talib Kweli - "Let Me See" (Remix)
- Mos Def - "Next Universe" (Album: Various Artists - Soundbombing II)
- Papoose - "What Makes Me, Me" (Album: Internationally Known)
- Phife Dawg - "Flawless"
- Planet Asia & Grand Agent - "It's Only Right"
- Reks - "The Wonder Years"
- Snoop Dogg - "I Believe In You", "I Miss That Bitch", "No Thang On Me"
- Soulive feat. Talib Kweli - "Bridge To Bama (Remix)"
- Styles P feat. Talib Kweli - "Testify" (Album: Time Is Money)
- Syleena Johnson f/ Mos Def - "Hit On Me" (Remix)
- Talib Kweli - "2000 Seasons", "The Express", "Back Up Offa Me"
- Tha Eastsidaz - "Eastside Ridaz", "Cool"
- 2006: The Game -"Ol English" (Album: The Game: The Doctor's Advocate)
- The Game feat. Tony Yayo - "Runnin'" (Album: The Game: The Documentary)
- Truth Hurts - "Hollywood"
- Xzibit feat. Busta Rhymes - "Tough Guy"
- Young Buck - "Don't Need No Help" (ścieżka dźwiękowa do filmu Get Rich Or Die Tryin')
- Young Buck feat. Snoop Dogg & Trick Daddy - "I Ain't Fuckin' Wit You" (Album: Buck The World)